# 三日月宗近
三日月宗近（みかづきむねちか）は、平安時代に作られたとされる日本刀（太刀）である。天下五剣の一つ。日本の国宝に指定されており、東京国立博物館に所蔵されている。
国宝指定名称は「太刀銘三条(名物三日月宗近)
」（たち めい さんじょう めいぶつみかづきむねちか）で、附指定は「附　糸巻太刀拵鞘」（つけたり いとまきたちこしらえさや）である。

## 概要

### 刀工および名前の由来
平安時代の刀工・三条宗近の作で、直刀から刀身に鎬と反りのある形式の日本刀へ変化する時期の古い時代の作品である。制作年代については諸説あるが、古伝書の伝える一条天皇の治世の10世紀後半から11世紀前半（986年～1011年）もしくは12世紀ごろの作とみるのが一般的である。室町時代に編纂された刀剣書である「長享銘盡」には、以下のように記述されている。
このことから、遅くとも室町中期（1489年）には、「三条宗近作の三日月という太刀」が人々に知られていたと判断することができる。
「天下五剣」の中でも最も美しいとも評され、「名物中の名物」とも呼び慣わされた。三日月宗近の名前の由来は、刀身に三日月形の打除け（うちのけ、刃文の一種）が数多くみられることによるものとされる。

### 恵勝寺合戦
1527年（大永7年）に権大納言日野内光が恵勝寺合戦で戦死した際に、当時“五阿弥切り”とよばれていた本作で奮戦したとされる。その後、日野内光の菩提を弔うため、友軍だった畠山卜山が本作を高野山に納めたということが徳川家の記録にあるというが、徳川将軍家の「御腰物台帳」には記されていない。また、畠山卜山とは畠山尚順のことであるが、尚順は内光が戦死する5年前にあたる1522年（大永2年）7月17日に病死しているため、卜山による三日月宗近奉納説は成立しないとされている。

### 永禄の変
また、永禄の変で足利義輝が襲撃してきた三好三人衆・松永久通の軍に対し、将軍家に代々継承される刀を畳に突き刺し奮戦したという説が流布されているが、義輝の武勇伝が確認できる史料「足利季世紀」「永祿記」には「利刀」を突き刺したとあり名刀とは記されておらず三日月宗近も登場しない。さらに、永禄の変から最も近い時期に記されたルイス・フロイスの『日本史』には「幾多の刀を取り替えて奮戦した」などとは一切書いておらず、「名刀を使用して戦った」という部分から疑問視されるものである。足利義昭から羽柴秀吉に下賜された、という伝来もあるが、こちらも史料による裏付けはない。
『享保名物帳』には、尼子氏の家臣で忠義の逸話で知られる山中鹿介（山中幸盛）が一時佩用していたという伝承、また高台院の従者で似名の「山中鹿之助」なるものが与えられて佩用していたという伝承があるが伝承の枠を出ない。現存する鞘には桐と菊の金蒔絵があり、金具にはすべて三日月・雲・桐などの色絵が施されている。刀剣研究家の福永酔剣は著書『日本刀大百科事典』にて、鹿介は三日月を信仰し武具にも三日月をあしらったといわれることから、鹿介が佩用していたという伝承が正しいとすれば、この拵えは鹿介が作らせたことも考えられると指摘している。

### 江戸時代
上記までの伝来については諸説あり、高台院所持以前の伝来については確定しておらず確かな史料も少ない。三日月宗近の伝来として確実であるのは、豊臣秀吉の正室高台院が所持しており、高台院が死去したのちに1624年（寛永元年）に遺品として徳川秀忠に贈られ、以来徳川将軍家の所蔵となってからである。なお、江戸時代初期の三日月宗近の押形が埋忠家の「埋忠銘鑑」（1917年（大正6年）刊行）に記載されているが、それには樋があり、銘も太刀銘で茎の中ほどにあり、目釘孔の位置も、現在“三日月宗近”として東京国立博物館に所蔵されているものと異なっている。

### 近現代
明治維新以降も徳川将軍家に伝来しており、将軍家の重宝として丁重に保管されていた。1929年（昭和4年）の時点で実際に三日月宗近を観賞できた者は限られており、当時の所有者であった徳川家16代家達を除けば、宮内省御用係として御物の管理を任されていた松平頼平、宮内大臣の一木喜徳郎、犬養毅、ほか1、2名だったといわれている。1933年（昭和8年）1月23日付で徳川家達公爵名義にて国宝保存法に基づく旧国宝（現在の重要文化財）に指定される。
その後、時期は不明ながら徳川将軍家から流出し、中島飛行機（現在のSUBARU）の2代目社長である中島喜代一、ついで“特殊鋼開発の父”として知られる渡邊三郎の手に渡ったことが知られている。しかし、徳川将軍家流出後の伝来については諸説あり、終戦後に徳川将軍家から金融業者を経て渡邉の許へ渡ったとする説や、1937年（昭和12年）頃、当時本作を所有していた中島に対して、「勉強が終わったら三日月宗近を譲って欲しい」と話を持ちかけた渡邉の熱意に根負けして中島が譲ったという説、1946年（昭和21年）に新宿にある骨董屋にて、本作が二束三文で売り払われているのを渡邉が偶然発見して購入したという説もある。
その後、1951年（昭和26年）6月9日付で渡辺の息子・誠一郎名義にて文化財保護法に基づく国宝に指定されている。1992年（平成4年）11月、誠一郎は父の遺志を汲んで亀甲貞宗や鳴狐なども含む12振の名刀とともに東京国立博物館に寄贈し同館の所蔵となる。機関管理番号はF-20103。なお、誠一郎は寄贈の際に旅立ちを祝し、長唄『小鍛冶』を流して家族と共に三日月宗近を見送った。

## 作風

### 刀身
刃長二尺六寸四分（約80.0センチメートル）、反り九分（約2.7センチメートル）。細身で反りが高く（反りが大きい）、踏ん張りの強い（刀身の鍔元の幅が広く、切先の幅が狭く、その差が大きいこと）極めて優美な太刀である。地鉄は小板目肌がよく約（つ）み、ところどころ大肌まじり、地沸が厚くつき、地景入る。刃文は小乱れ主体で小足入り、小沸つき、匂口深く、三日月形の打のけがしきりに入る。中ほどから上は二重刃、三重刃となり、帽子も二重刃となって先は小丸ごころに返る。茎（なかご、柄に収まる手に持つ部分）は生ぶで雉子股（きじもも）形となる。通常の太刀と異なり、佩表でなく佩裏に銘（「三条」二字銘）を切る。
以下は引用である。

### 外装
附属品として金具のいくつかが欠損した金平目地桐紋蒔絵糸巻太刀拵の鞘部分のみが現存しているが、この拵えは安土桃山時代に作られたもので、それ以前にどのような拵に収められていたかは不明である。
松平定信によって編纂された『集古十種』には、「河内國愛宕山蔵小鍛治宗近太刀圖」として、総長三尺六寸二分（約109.7cm）、柄長七寸二分（約21.8cm）の黒漆塗（鞘部のみは青漆掛け）黄色糸巻、赤革の帯取に八尺（約242.2cm）の鼠色の太刀緒を通した革包太刀の拵えが記載されており、文献によってはこれが三日月宗近の拵とされていることがあるが、この拵えに収められていたことを確定的に示す史料はない。

## ギャラリー

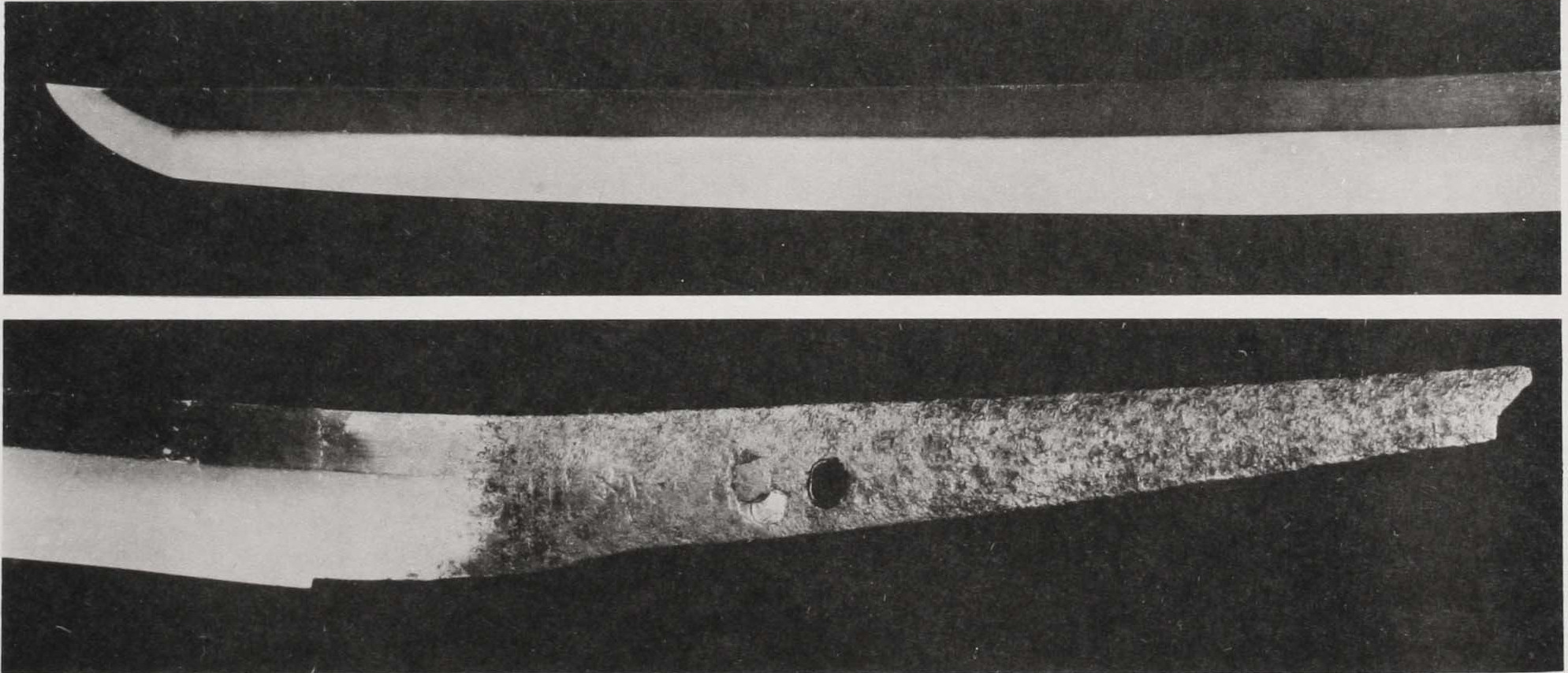
刀身前半部および茎
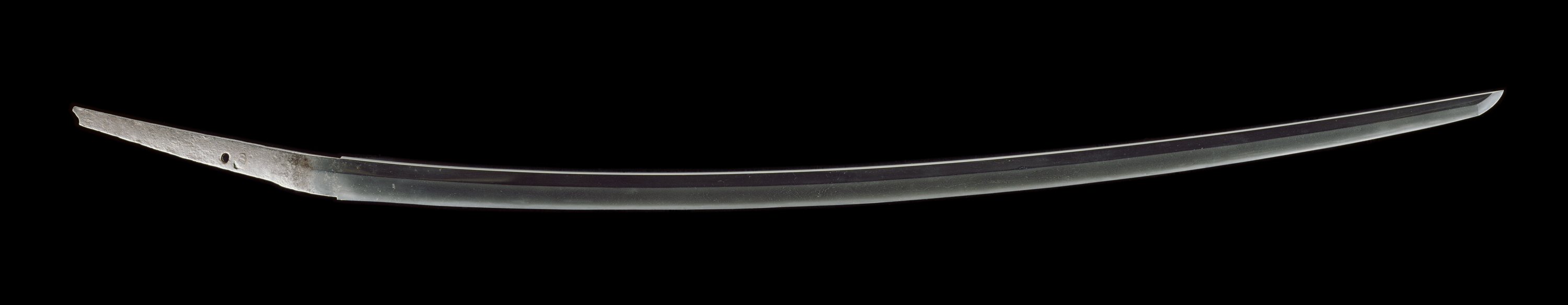
刀身（佩表側）
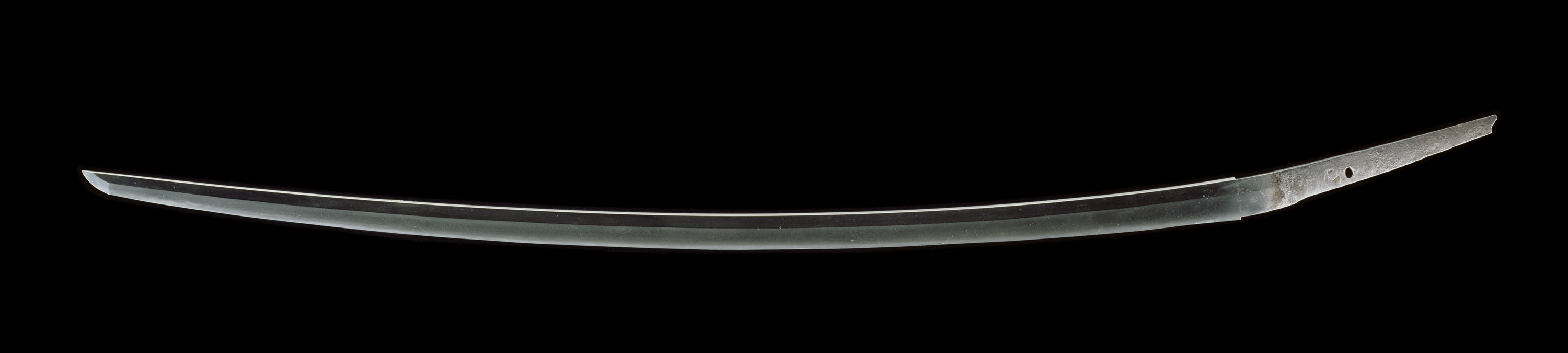
刀身（佩裏側）
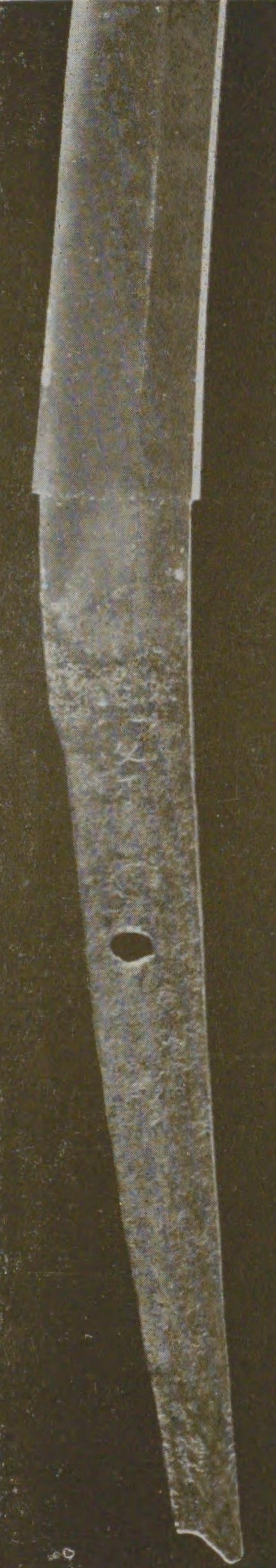
茎の佩裏側。銘「三条」と切る

### 刀剣用語の説明
- 帽子（ぼうし） - 切先部分の刃文のことで、流派や刀工の個性が現れやすく、鑑賞、鑑定上も見所となる。